# Dans le ciel
Dans le ciel (В небе) — роман французского писателя Октава Мирбо — сначала был опубликован как роман с продолжением в газете L'Écho de Paris в 1892—1893 гг; он вышел отдельной книгой только в 1989-м году.

## Резюме
Первый анонимный рассказчик ходит в гости к другу, Джорджу, которий живёт в фантастическом месте. Этот рассказник представляет рассказ своего друга, неизвестного писателя. Джордж, в свою очередь, говорит о своём друге, художнике Люсьене, который в конце романа кончает жизнь самоубийством, перерезав себе вены, стремясь отрезать свою руку, которая не может нарисовать идеал. Рассказ заканчивается сценой этого самоубийства, которое Джордж слышит из-за двери, но не видит и не может ему помешать. Но в конце нет возвращения первого рассказчика, и это создает впечатление незаконченности, необычное для романов Мирбо.

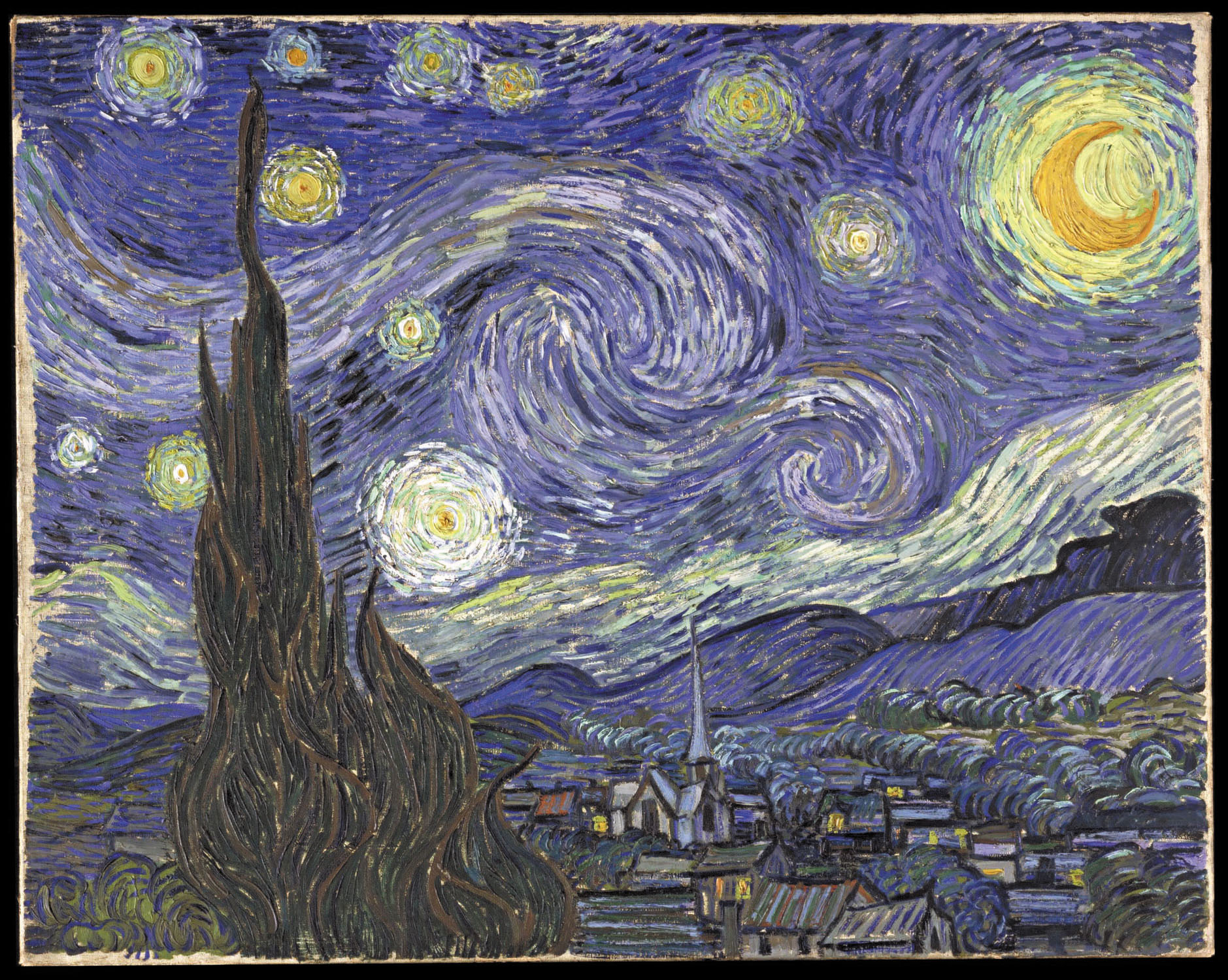
Винсент Ван Гог, Звездная ночь, июнь 1889 года (Музей современного искусства, Нью-Йорк). Мирбо приписывает эту картину художнику Люсьену

## Анализ
В период, когда Мирбо пишет этот роман, он проходит через тройной кризис, который продолжается несколько лет: семейный кризис (он очень недоволен своим браком с Алисой Рено); экзистенциальный кризис (его пессимизм становится нигилизмом) и литературный кризис (он больше не верит в литературу, он радикально пересматривает положения реалистичного романа и думает, что больше не сможет их создавать). Поэтому в этом рассказе присутствует глубокий пессимизм.
- Во-первых, человеческое существование само по себе является трагедией: человек только пылинка, он затерян в бесконечности, его существование не имеет смысла или цели, он приговорён к одиночеству, страданию и смерти, и Вселенная — только «преступление», потому что всё, что живёт обречено умереть; но это преступление без преступника, против которого мы можем восставать; и хотя бы это сохраняет достоинство мятежного человека.
- Затем, он разоблачает буржуазное общество: вместо того, чтобы разрешить каждому человеку искать свой путь и свободно развиваться, оно плющит человека, разрушает его возможности, мешает его жить в согласии с самим собой и создаёт из него «слизняка». Семья, школа и католическая церковь соединяют свои усилия, чтобы дегуманизировать и оглупить человека.
- И, наконец, те, кто сопротивляется этому, артисты — новаторы, в свою очередь, переживают конкретную трагедию, которую иллюстрирует судьба художника Люсьена (по мотивам жизни Винсента Ван Гога). В буржуазном обществе, где процветает меркантилизм, они не могут найти своё место, они осмеяны или преследуемы; и они с трудом могут жить своим искусством, потому что нет ни любителей, ни помощи государства. И если они изолируются, чтобы искать свой путь «в небесах» и попытаться осуществить свой идеал, они осуждены на преследование химер; их падение намного сложнее, потому что они пытались подняться выше. Искусство — смертоносно, оно — пытка.